# São Bento (Maranhão)
Pour les articles homonymes, voir São Bento.
São Bento est une municipalité brésilienne située dans l'État du Maranhão.